# Лентикулярное облако

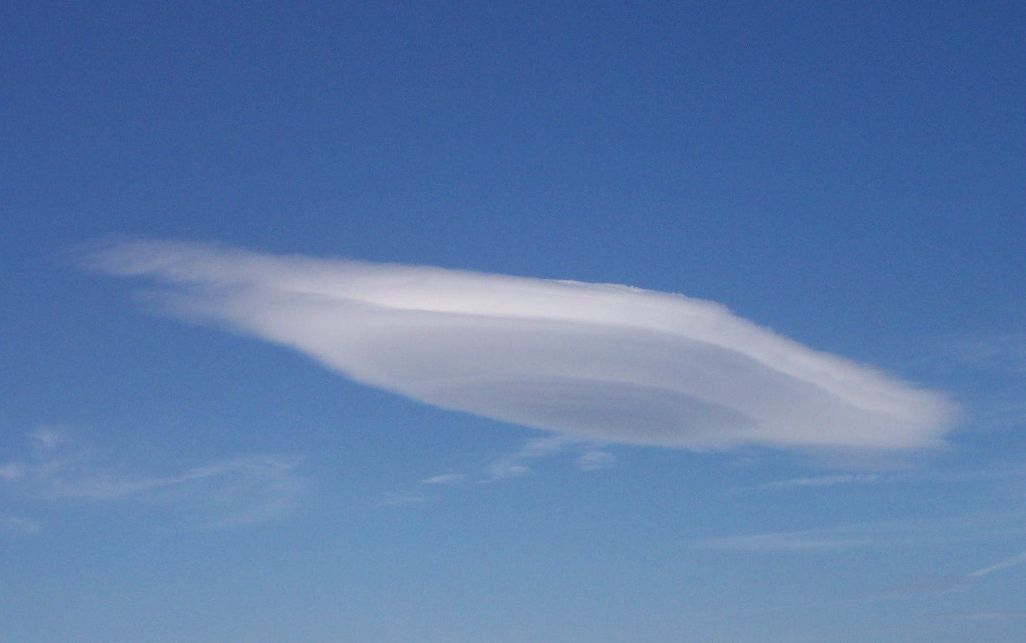
Лентикулярные облака

Лентикуля́рные (линзовидные) облака — довольно редкое природное явление. Такие облака образуются на гребнях воздушных волн или между двумя слоями воздуха. Характерной особенностью этих облаков является их неподвижное положение, несмотря на ветер.
Облака такие обычно наблюдаются с подветренной стороны горных хребтов, за хребтами и отдельными вершинами на высоте от 2 до 15 километров.
В волновых потоках происходит непрерывный процесс конденсации водяных паров при достижении высоты точки росы и испарения при нисходящем движении воздуха. Поэтому чечевицеобразные облака не меняют своего положения в пространстве, а стоят в небе «как приклеенные».
Появление лентикулярных облаков свидетельствует о том, что в атмосфере присутствуют сильные горизонтальные потоки воздуха, образующие волны над горными препятствиями, а также о том, что в воздухе достаточно высокое содержание влаги. Обычно это связано с приближением атмосферного фронта или с энергичным переносом воздуха из отдаленных районов. Лентикулярные облака характерной тарелкообразной формы часто принимают за НЛО.

## Разные лентикулярные облака

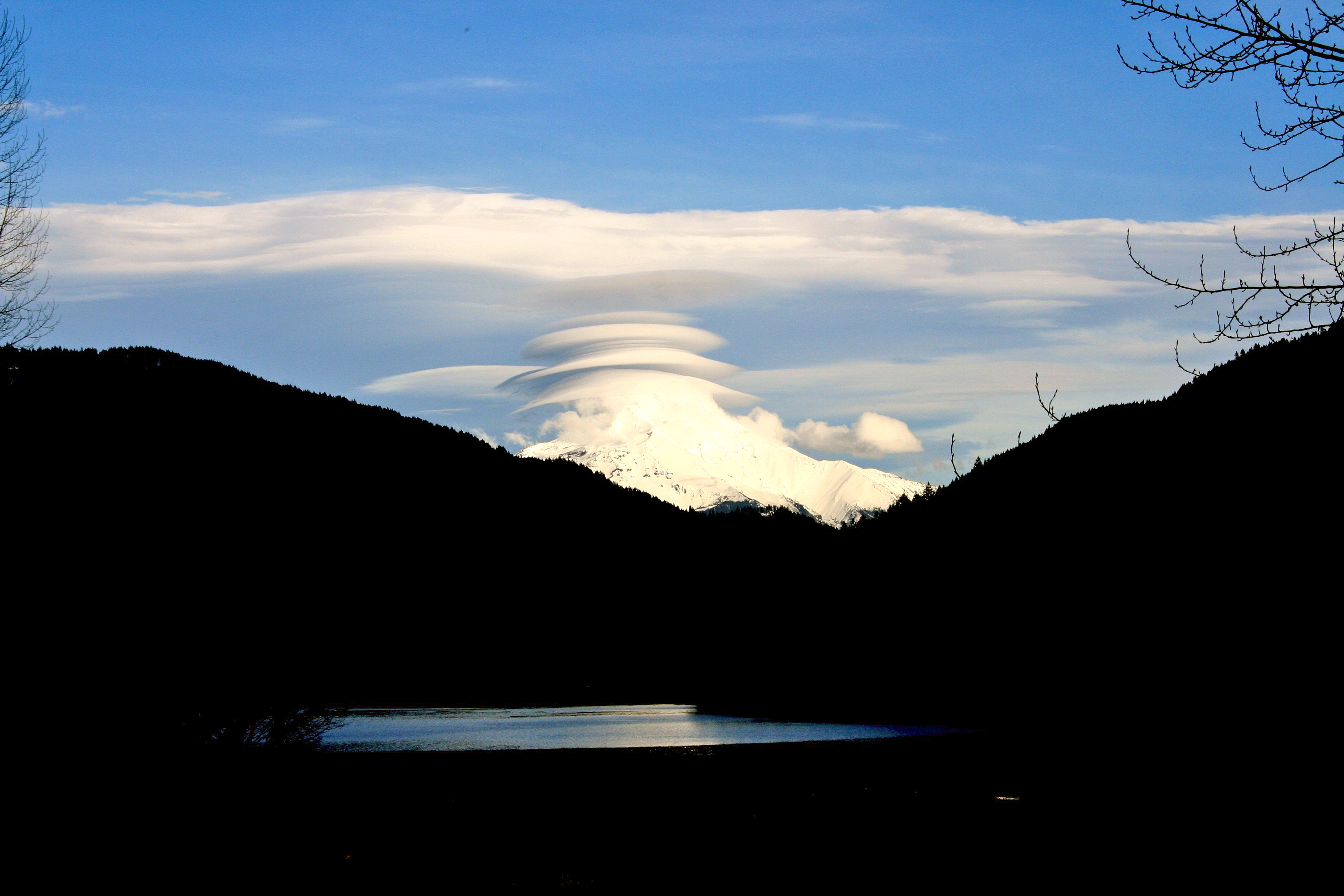
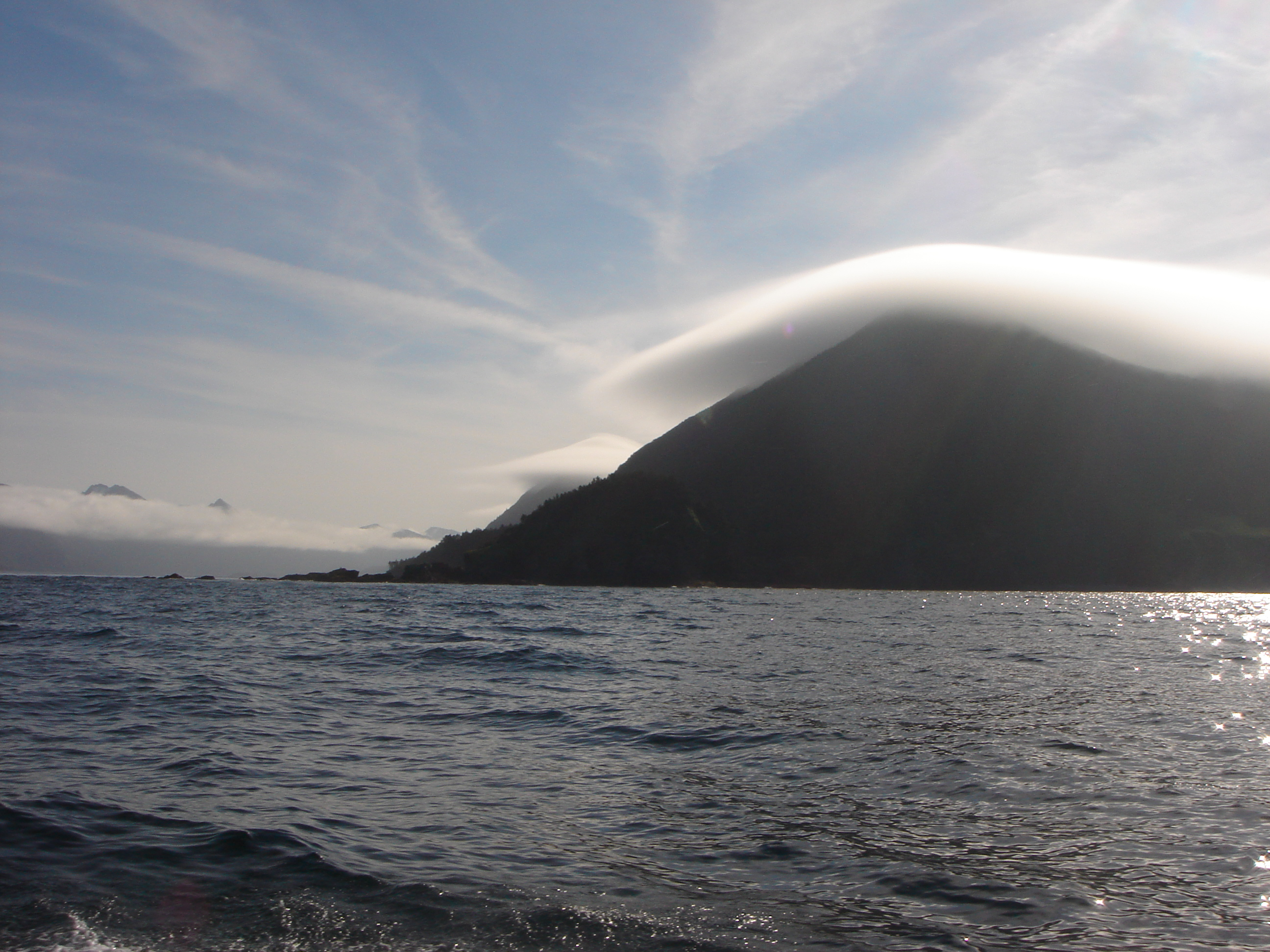
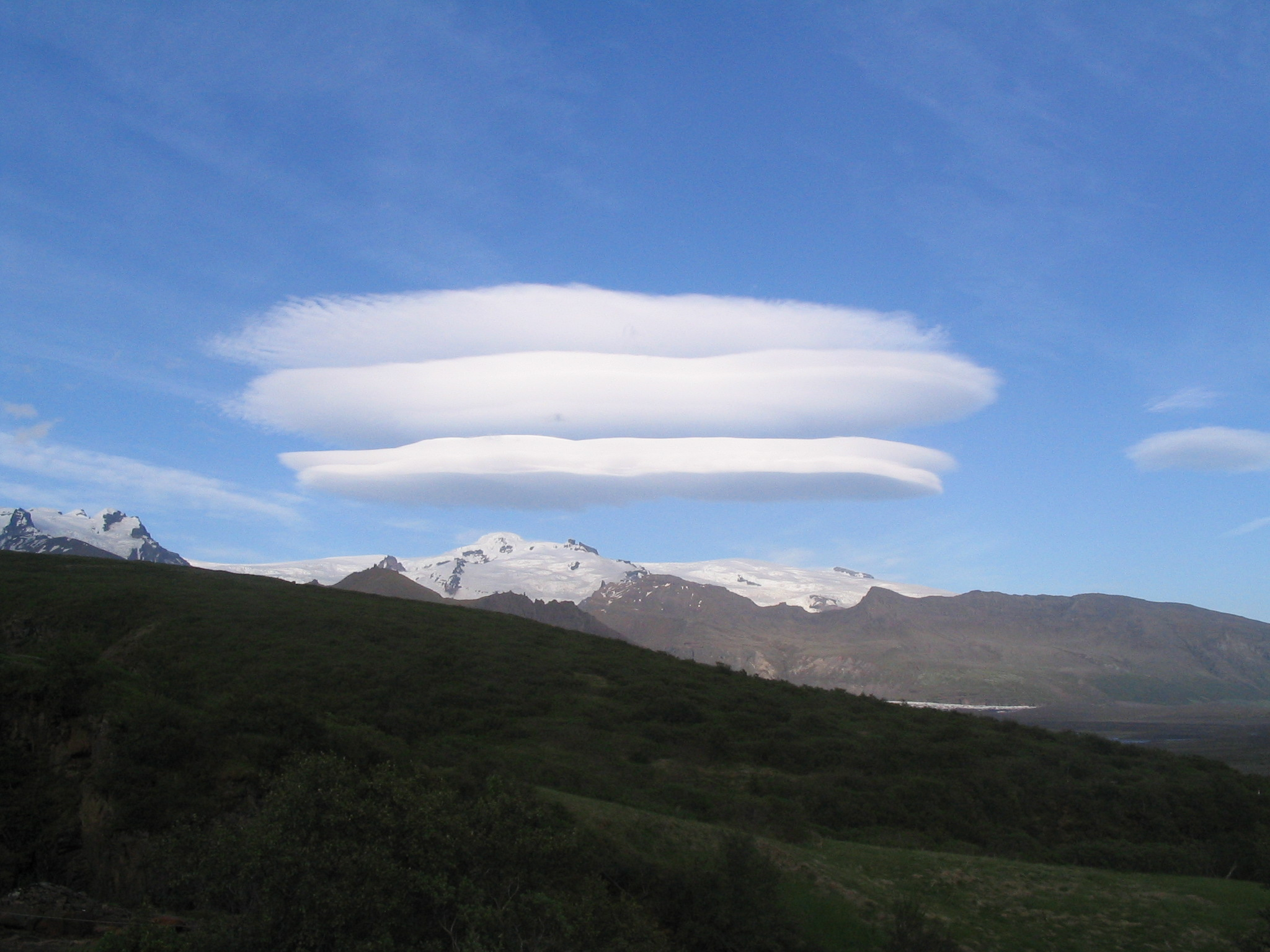
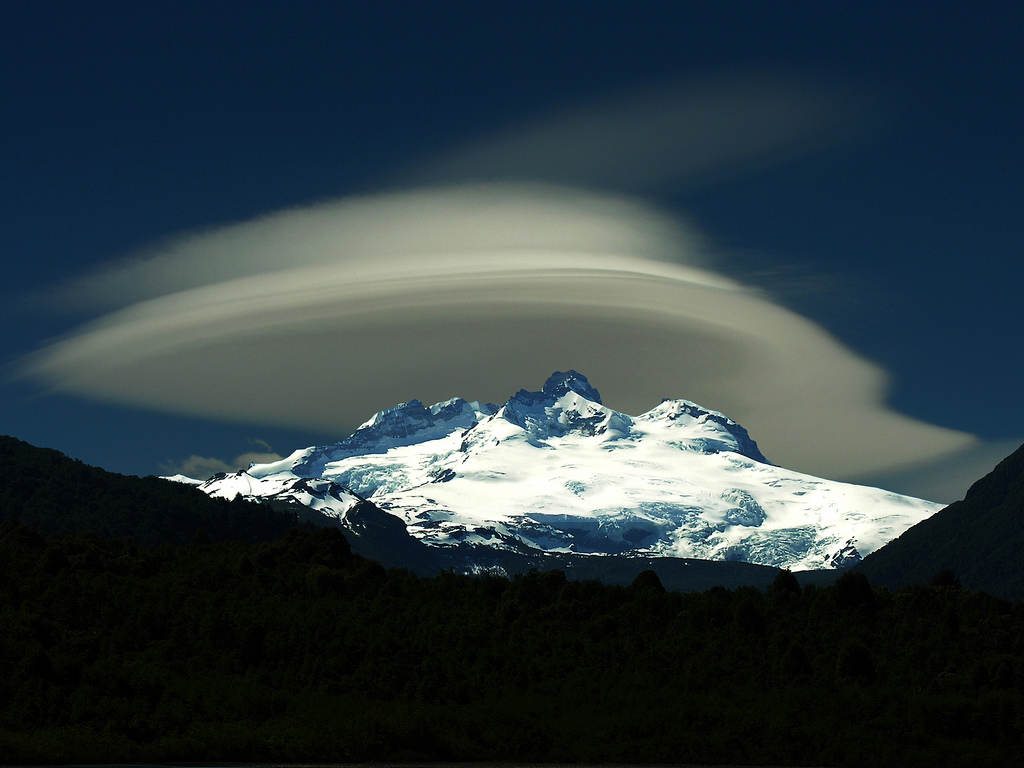
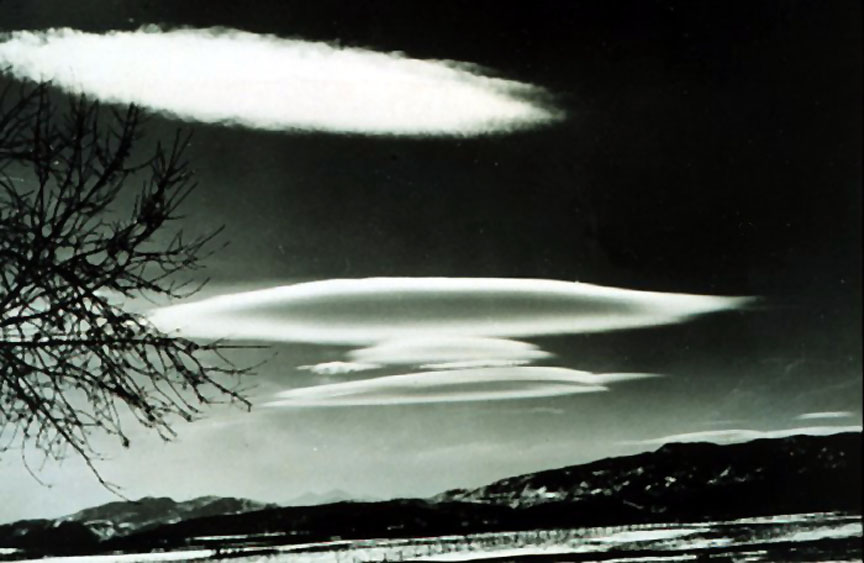
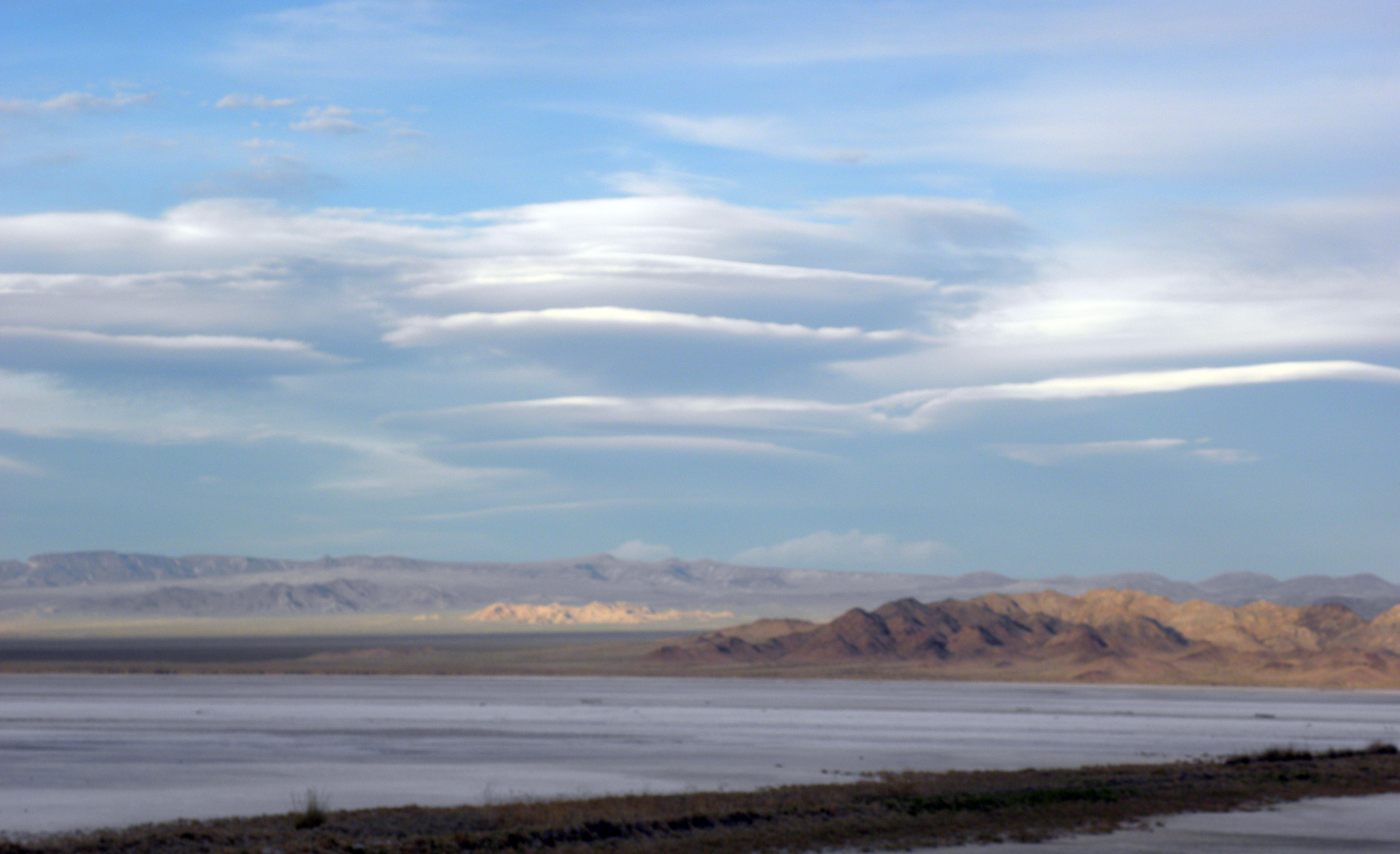